# Hexachord
Ein Hexachord (von griechisch hex „sechs“, chordé „Saite“) ist in der Musiktheorie eine Reihe von sechs aufeinanderfolgenden Tönen oder Tonklassen.

## Hexachorde im Mittelalter

Übertragung einer Illustration aus Ameri Practica artis musice (1271), ed. Cesarino Ruini, Corpus scriptorum de musica, Vol. 25

In der mittelalterlichen Musiktheorie bildeten Hexachorde (vermutlich abgeleitet von den Tönen der sechssaitigen Lyra) die Grundlage zum Erlernen des gregorianischen Gesangs. Dabei sind verschiedene Hexachorde als einander überlappende Ausschnitte aus dem gesamten damaligen Tonvorrat von G bis e" zu denken.
Das Hexachord ist eine Erweiterung des griechischen Tetrachords (e-f-g-a), das im 9. Jahrhundert (etwa bei Hucbald) einen Ton abwärts auf die Grundtöne der vier Kirchentonarten verschoben wurde (d-e-f-g). Unten und oben wurde an diese vier Töne jeweils ein Ganztonschritt angefügt (c bzw. a).
In jedem Hexachord sind die beiden mittleren Töne einen Halbtonschritt, alle anderen einen Ganztonschritt voneinander entfernt.
Die Hexachorde wurden auf C, F oder G aufgebaut, dementsprechend ergaben sich drei Arten von Hexachorden:
- das hexachordum naturale (natürliches Hexachord) C-D-E-F-G-A
- das hexachordum molle (weiches Hexachord) F-G-A-B-C-D
- das hexachordum durum (hartes Hexachord) G-A-H-C-D-E.

Durch insgesamt sieben Hexachorde (auf G, c, f, g, c', f' und g') wurde der Tonumfang der mittelalterlichen Musik von knapp drei Oktaven (G–e") abgedeckt und gegliedert.
Guido von Arezzo unterlegte die Töne des Hexachords mit den Solmisationssilben ut, re, mi, fa, sol, la, die dem Johannes-Hymnus Ut queant laxis entnommen sind. Als Hilfsmittel diente vielleicht schon ihm, sicher aber späteren Lehrmeistern des Mittelalters die guidonische Hand.

## b durum und b molle
Ursprünglich hatte es zwischen den Tonstufen A und C nur die Stufe B gegeben. Das System der Hexachorde führte dazu, dass es zwei Varietäten des B gab:
- b durum („hartes B“; entspricht dem heutigen H) und
- b molle („weiches B“; entspricht dem heutigen B).

Auf diese Bezeichnungen geht letztlich auch die Benennung der Tongeschlechter Dur und Moll zurück:
- die große Terz des Dur-Dreiklangs auf G (G-H-D) wird mit einem b durum (H) gebildet,
- die kleine Terz des Moll-Dreiklangs auf G (G-B-D) wird mit einem b molle (B) gebildet.

Bei der schriftlichen Fixierung der Tonnamen wurde das (kleingeschriebene) B je nach Bedarf verschieden gezeichnet:
- wenn es das Halbton-Intervall mit dem C bilden, also höher liegen sollte (b durum), wurde es kantig geformt (b quadratum)
- wenn es das Halbton-Intervall mit dem A bilden, also tiefer liegen sollte (b molle), wurde es rund geformt (b rotundum).

Nach zahlreichen Variationen dieser Kalligraphie entwickelten sich aus dem b quadratum und dem b rotundum schließlich die heutigen Vor- und Versetzungszeichen.